# Caçador (DC Comics)
Caçador é como se chamam diversos super-heróis/anti-heróis da DC Comics. Atualmente, no Universo DC o nome está mais ligado aos Caçadores Cósmicos, espécie de androides criados pelos Guardiões do Universo e anteriores ao surgimento da Tropa dos Lanternas Verdes. A série dos anos de 1970 com o Caçador Paul Kirk foi publicada no Brasil pela Editora Abril, na primeira revista do Batman (formatinho), lançada em 1984. As aventuras de Mark Shaw foram publicadas pela mesma editora em Novos Titãs (1990-1991) e em Super-Almanaque DC # 2 (06/91). A Editora Abril publicou também uma revista em quadrinhos em formato americano, chamada de "Os Caçadores", sem relação com os personagens mostrados nesse artigo. As aventuras eram principalmente do Arqueiro Verde e do Questão e foram lançados 15 exemplares, de maio de 1990 a julho de 1991.

## Dan Richards
O primeiro Caçador apareceu numa revista da Quality Comics chamada  Police Comics #8 de março de 1942. Suas aventuras solo terminaram no número 101. Os personagens da Quality Comics passaram para a DC Comics quando aquela encerrou as publicações em 1956. Sua origem foi contada na revista Secret Origins (vol. 2) #22.
Donald "Dan" Richards era aluno da academia de polícia junto da namorada de seu irmão, Jim. Ela era a primeira da classe enquanto Dan não ia muito bem. Após Jim ter sido acusado por um crime que ele não cometeu, Dan assumiu a identidade do Caçador para descobrir o verdadeiro assassino. Mesmo levando para a prisão o criminoso, Dan continuou com a identidade de Caçador. Ele tinha como parceiro um cão chamado de Thor, que mais tarde foi recontado como um robô controlado pela seita dos Caçadores. A neta de Dan, Marcie Cooper, foi a terceira Harlequim.
Dan Richards mais tarde foi morto por Mark Shaw, dominado pela sua personalidade de Dumas.

## Paul Kirk

### Era de Ouro
O primeiro Caçador da DC Comics foi um investigador independente que não usava uniforme chamado Paul Kirk. Ele ajudava a polícia a desvendar crimes durante os anos de 1940. Ele apareceu em Adventure Comics #58-72.
Começando em Adventure Comics #73, Joe Simon e Jack Kirby estabeleceram um novo Caçador, Rick Nelson, grande caçador esportivo que se tornou lutador contra o crime. Apesar de obviamente ser um personagem diferente, o nome de Rick Nelson foi rapidamente mudado para Paul Kirk em Adventure Comics #74 por um editor desconhecido.
Quando a dupla Simon/Kirby deixou a revista após o número 80 (novembro de 1944) eles deixaram alguns roteiros escritos. O Caçador Paul Kirk continuou até o número 92 de Adventure Comics (1944).
Kirk decidira se tornar um lutador contra o crime quando seu amigo inspetor Donovan de Empire City foi assassinado por um supervilão chamado Buzzard. Ele vestiu um uniforme vermelho com uma máscara azul. Não tinha superpoderes mas era um grande atleta e investigador.
Dan Richards e Paul Kirk nunca se encontraram na Era de Ouro dos Quadrinhos americanos, por serem publicados em editoras diferentes. Em histórias recontadas, porém, na continuidade da DC eles se conheceram e concordaram em usar o nome de Caçador. Eles se juntaram a diferentes equipes: Dan Richards se tornou um membro dos  Combatentes da Liberdade enquanto Paul Kirk entrou para o Comando Invencível.

### Ressurgimento nos anos de 1970
Muitos anos depois, em 1973, os nomes de Caçador e Paul Kirk ressurgiram em uma história de  Archie Goodwin e Walt Simonson. Simonson notou que: 
| “ | Ele [Archie Goodwin] tinha a ideia de fazer uma história em retrospectiva para a revista Detective Comics da qual era o editor. Ele tinha uma história grande do Batman e espaço para uma curta aventura de oito páginas. Ele pensava em criar um herói que contrastasse com o Batman. Se o Batman era sombrio e muito urbano, o outro deveria ser todo colorido e com aventuras no mundo todo. Enquanto o Batman combatia com as mãos mais ou menos limpas, esse novo personagem deveria carregar várias armas". | ” |

O nome de Caçador foi escolhido sem a intenção de relançar o antigo personagem dos anos de 1940. Contudo, Paul Kirk acabou por voltar e se tornar o herói das aventuras em retrospectiva que Goodwin queria. 
Kirk, de início carregava três armas : uma pistola Mauser C96, uma espada Katara (कटार) e dois shurikens em forma de estrela. As armas eram parte do uniforme de  Kirk. Simonson falou sobre isso (tradução aproximada): "Eu fiz um desenho preliminar e achei que Archie pensara que esse meu primeiro uniforme era um pouco complexo. Então eu desenhei várias variações. Eles eram mais simples e não tão bons daí eu voltei para o primeiro uniforme. A única diferença é que no começo havia nove estrelas. Archie queria incluir artes marciais e eu ouvi alguém falar que nove era considerado um número místico para algumas culturas marciais. Mas do jeito que eu fizera, desenhar nove estrelas a cada novo quadrinho seria um grande problema. Daí eu consertei isso!"
Paul Kirk havia sido morto por um elefante num safári nos anos de 1940, mas seu corpo fora preservado por criogenia e reviveria através do Conselho, uma sociedade secreta que desejava controlar o mundo. Após esse retorno da morte, Kirk ganhou um fator de cura desenvolvido por um geneticista do Conselho e recebeu grande treinamento do artista marcial Asano Nitobe. Ele ganhou vários clones, pois o Conselho tinha intenção de usá-los como um exército paramilitar, com Paul Kirk como o líder.
A organização criminosa subestimou a moralidade de Kirk. Ao ser enviado para matar um oficial da Interpol, Kirk tentou avisá-lo. Mas isso fora um teste: o policial era na verdade um agente do Conselho e Kirk teve que escapar de um grupo de clones. Percebendo que Kirk não poderia ser usado como um assassino, a organização determinou o seu eliminamento.
O Caçador derrotou o Conselho, sacrificando sua vida deliberadamente durante a luta (o que não era comum de acontecer com os heróis da época). A agente da Interpol Christine St. Clair e Nitobe acreditavam que todos os clones tinham sido destruídos.
As aventuras do Caçador Paul Kirk nos anos de 1970 tinham sempre oito páginas na revista Detective Comics. Apenas com o último episódio da série é que o Caçador passou para a aventura principal da revista, tendo o Batman como seu parceiro.

## Mark Shaw
Mark Shaw era um defensor público, desgostoso com a facilidade com que os criminosos manipulavam o sistema e se livravam da prisão. O tio de Shaw, Desmond, o apresentou a uma antiga seita de combatentes do crime chamada Caçadores. Shaw conheceu o Grão Mestre, o líder da seita, que carregava um medalhão. Ele acabou por assumir o nome e o uniforme de um Caçador.
A seita dos Caçadores era formada por androides, criados bilhões de anos no passado pelos  Guardiões de Oa para policiar a galáxia. Por milênios eles serviram bem aos Guardiões. Contudo, os caçadores se tornaram obsessivos em "caçar" criminosos. Seu código, "Ninguém escapa dos Caçadores" era muito importante para eles e o seguiam ao pé da letra. Com o tempo os androides se rebelaram contra os Guardiões até serem derrotados pelos seus criadores. Os sobreviventes ficaram escondidos.
Até que os Caçadores tentaram enfrentar o Guardiões com Mark Shaw do seu lado. Eles se opuseram a Liga da Justiça, especialmente Hal Jordan, o Lanterna Verde. Shaw acabou por matar o Grão Mestre, descobrindo que ele era um robô. Mark Shaw retornou como um novo herói chamado Mosqueteiro até ser revelado que ele era um capanga do vilão chamado Star-Tsar ligado ao Chave. O Tornado Vermelho enviou Shaw para a prisão.
Enquanto cumpria sua sentença, foi oferecido a Shaw a chance de entrar para o Esquadrão Suicida. Durante o evento chamado Milênio, ele vestiu um novo uniforme que não o ligava a seita dos Caçadores e teve suas próprias aventuras. Shaw agora caçava criminosos pelas recompensas. Ele insistia que agia por dinheiro, mas se manteve fazendo a coisa certa.
Nessa época ele e sua família foram ameaçados por dois vilões chamados Dumas. Shaw matou o primeiro Dumas e ao batalhar com o segundo, desistiu da identidade de Caçador, terminando a série. Mais tarde se revelou que Mark Shaw era ele mesmo o Dumas e a maioria das suas histórias eram resultado da programação mental que lhe deu o governo americano, Shaw se juntou aos Lutadores das Sombras na luta contra o vilão Eclipso. 

## Clone de Paul Kirk
Um dos clones sobreviventes de Paul Kirk morreu ao lutar contra Darkseid.

## Chase Lawler
Uma nova série do Caçador (Manhunter) escrita por Steven Grant e Vince Giarrano, surgiu após os acontecimentos de Zero Hora, em 1994. Chase Lawler era um músico que pediu ao Caçador Selvagem dos Guardiões Globais ajuda para salvar sua vida e a de sua namorada. Isso fez com que ficasse compelido ele próprio a se tornar um caçador.
Lawler sofreu um infarte e Mark Shaw tentou ressuscitá-lo.  Mais tarde foi revelado que ele sofrera a mesma programação mental de Mark Shaw e que o Caçador Selvagem era na verdade uma ilusão criada por esse efeito. Lawler foi drogado e depois morto por Shaw, que tinha sido novamente dominado pela sua personalidade de  Dumas.

## Kirk DePaul
Criado por Kurt Busiek e Tom Grummett, a versão Kirk DePaul dos Caçadores foi o último dos clones de Paul Kirk criados pelo Conselho. Usava uma variação do uniforme do Caçador. DePaul estava na África quando seu "progenitor" (Paul Kirk) foi assassinado. DePaul era um parceiro da empresa de heróis de aluguel chamada Power Company.
DePaul atraiu as atenções de Asano Nitobe e Christine St. Clair, que o enfrentaram. Contudo, ficou estabelecido que ele não era maligno e St. Clair decidiu não matá-lo. Mais tarde, porém, DePaul foi assassinado por Mark Shaw .

## Kate Spencer
Kate Spencer, assim como Mark Shaw, era uma advogada. Spencer montou um uniforme com várias peças deixadas por outros heróis e vilões. Um uniforme de Darkstar e luvas de Batman (quando tinha sido substituído por Azrael).
Spencer é neta da Lady Fantasma e Iron Munro. Ela apareceu em uma série própria de  2004, que terminou em 2007. A série contou com aparições de Dan Richards, Mark Shaw, Chase Lawler e Kirk DePaul.
Suas mais recentes aventuras estão na revista Batman: Streets of Gotham.

## Caçador de 2070
Starker, um caçador de recompensas do futuro, apareceu em Manhunter 2070. Essa série foi criada, escrita e desenhada por Mike Sekowsky. Starker aparecera pela primeira vez nas revistas Showcase #91 - 93 (junho-setembro de 1970).
Em 2053 o pai de Starker foi assassinado por piratas espaciais e o jovem Starker virou escravo. Starker tomou o controle do navio pirata, capturou-os e recebeu a recompensa por eles. Ele foi ajudado por um robô chamado Arky.

## Outras versões
- Uma versão do Caçador Starker apareceu na revista Twilight, uma minissérie de Howard Chaykin e Jose Luis Garcia Lopez de 1990. Na série Starker tem o primeiro nome de John e é o irmão mais velho do herói da Era de Prata Star Hawkins. Morreu em Twilight #3.[20]